# سئو جی-داک
سئو جی-داک (انگلیسی: Seo Jae-duck) بازیکن والیبال اهل کره جنوبی؛ عضو تیم ملی والیبال کره جنوبی و باشگاه سوان کپکو ویکستورم است.
سئو با تیم ملی که جنوبی در بازی‌های آسیایی ۲۰۱۴ مدال برنز را با دیگر هم تیمی‌های خود به دست آورد. وی در مسابقات کاپ آسیا ۲۰۱۴ نیز به عنوان باارزش‌ترین بازیکن انتخاب شد.